# E=MC² (албум на Марая Кери)
E=MC² (съкращение от Еманципация=Марая Кери²) е единадесетият студиен албум на американската певица Марая Кери.
Излиза на 15 април 2008 година и за една седмица продава почти 500 000 копия по цял свят. Пилотният сингъл „Touch my body“ става 18-а песен номер 1 на Марая в САЩ и така тя има повече хитове номер едно от Елвис и само 2 по-малко от Бийтълс. Следващият сингъл от албума ще е „Bye, bye“, песен, която Марая Кери е посветила на баща си и на всички, които са загубили някого.

## Списък с песните

### Оригинален траклист
1. „Migrate“ (с Ти Пейн) – 4:17
2. „Touch My Body“ – 3:24
3. „Cruise Control“ (с Деймиън Марли) – 3:32
4. „I Stay in Love“ – 3:32
5. „Side Effects“ (с Young Jeezy) – 4:22
6. „I'm That Chick“ – 3:31
7. „Love Story“ – 3:56
8. „I'll Be Lovin' U Long Time“ – 3:01
9. „Last Kiss“ – 3:36
10. „Thanx 4 Nothin'“ – 3:05
11. „O.O.C.“ – 3:26
12. „For the Record“ – 3:26
13. „Bye Bye“ – 4:26
14. „I Wish You Well“ – 4:35

### Интернационално издание
1. „Heat“ – 3:34

### Френско, Японско издание и 2021 дигитално преиздание
1. „4real4real“ (с Да Брат) – 4:13